# Kolińcz (gromada)
Kolińcz – dawna gromada, czyli najmniejsza jednostka podziału terytorialnego Polskiej Rzeczypospolitej Ludowej w latach 1954–1972.
Gromady, z gromadzkimi radami narodowymi (GRN) jako organami władzy najniższego stopnia na wsi, funkcjonowały od reformy reorganizującej administrację wiejską przeprowadzonej jesienią 1954 do momentu ich zniesienia z dniem 1 stycznia 1973, tym samym wypierając organizację gminną w latach 1954–1972.
Gromadę Kolińcz z siedzibą GRN w Kolińczu (w obecnym brzmieniu Kolincz) utworzono – jako jedną z 8759 gromad na obszarze Polski – w powiecie starogardzkim w woj. gdańskim na mocy uchwały nr 23/III/54 WRN w Gdańsku z dnia 5 października 1954. W skład jednostki weszły obszary dotychczasowych gromad Kolińcz i Klonówka ze zniesionej gminy Starogard oraz osiedle Janowo z miasta  Starogard w tymże powiecie. Dla gromady ustalono 11 członków gromadzkiej rady narodowej.
1 stycznia 1960 gromadę zniesiono, a jej obszar włączono do gromady Rywałd z siedzibą w Starogardzie Gdańskim w tymże powiecie.